# かながわの美林50選

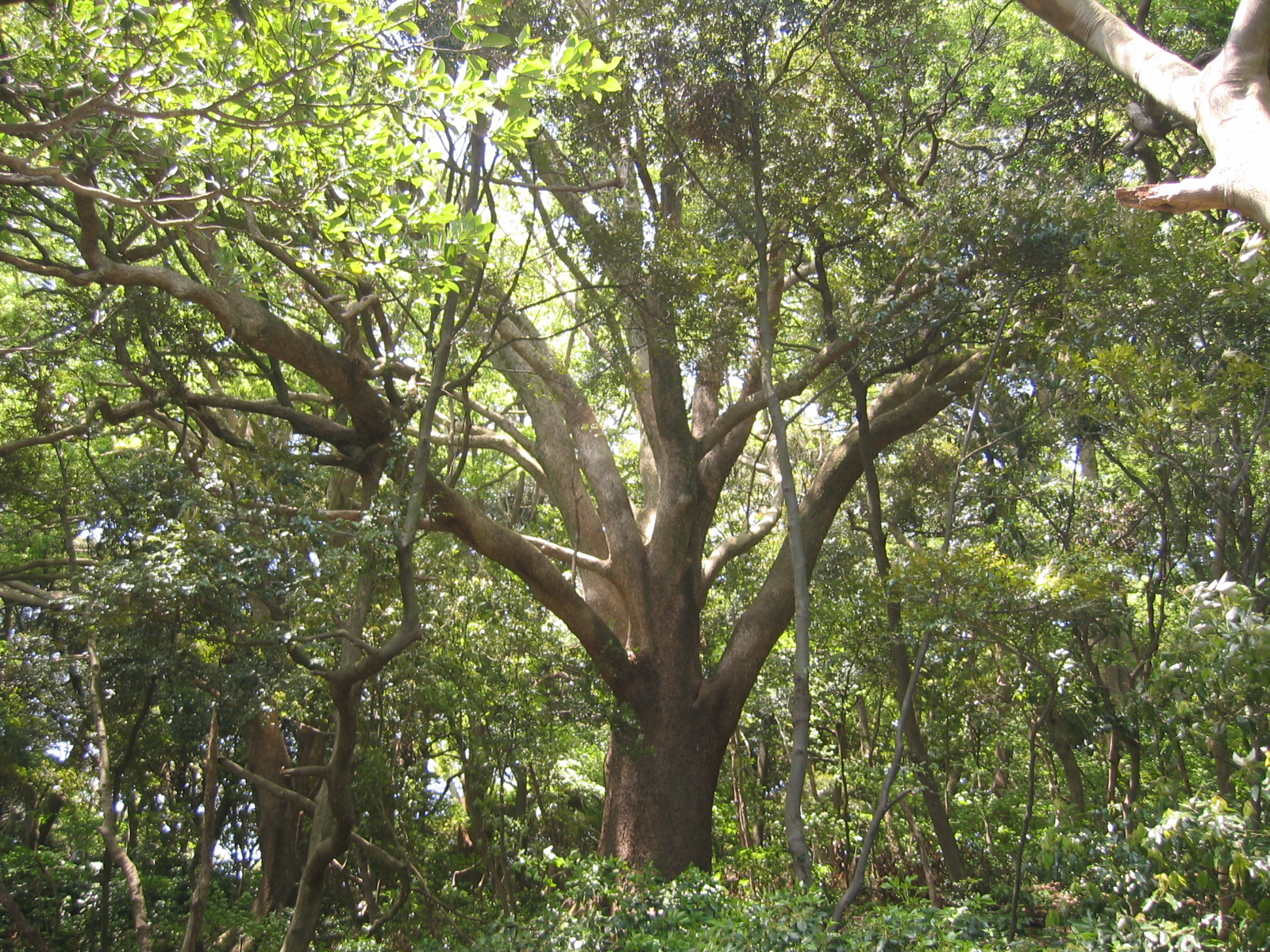
真鶴半島の森

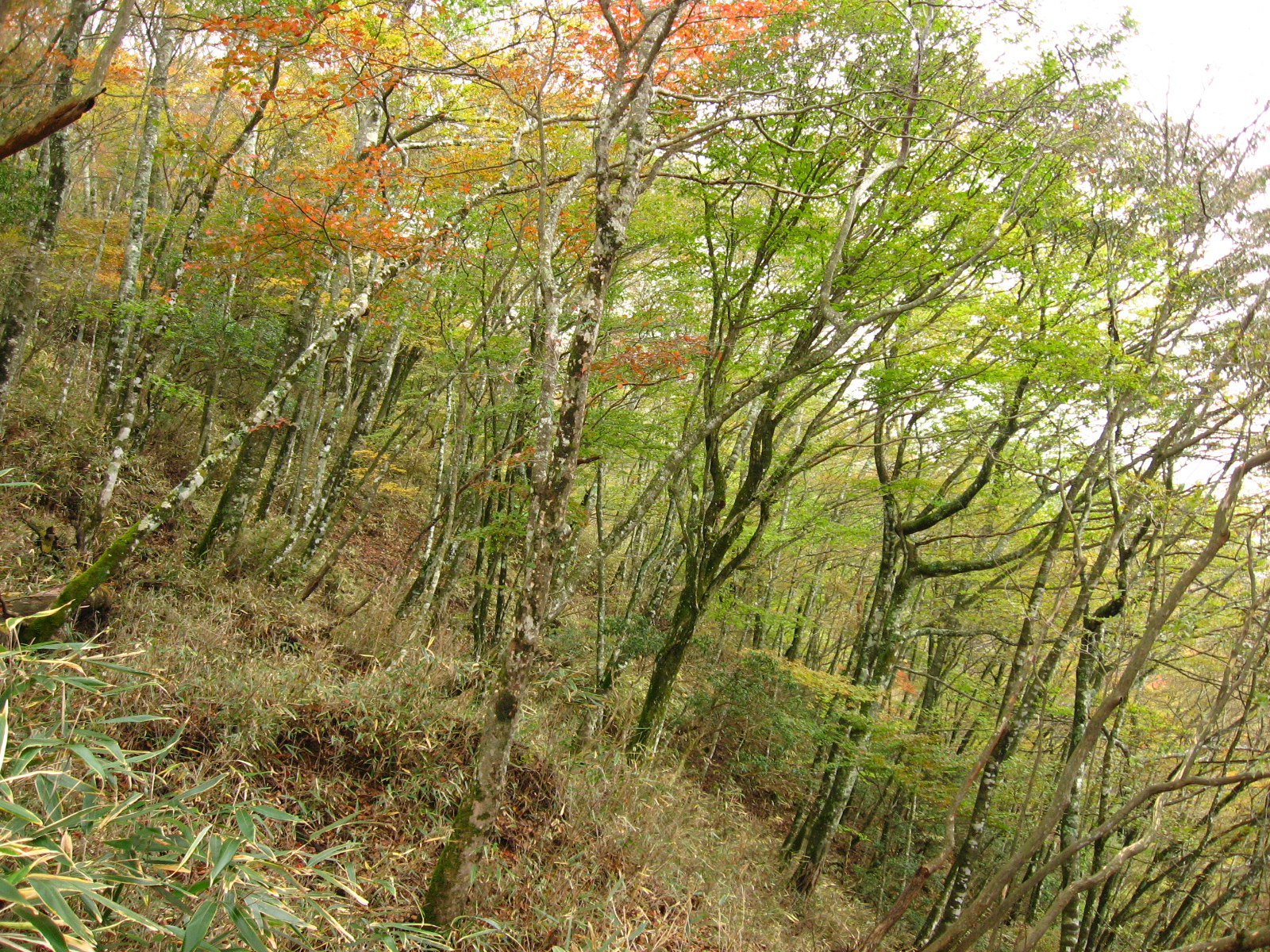
檜洞丸のブナ林

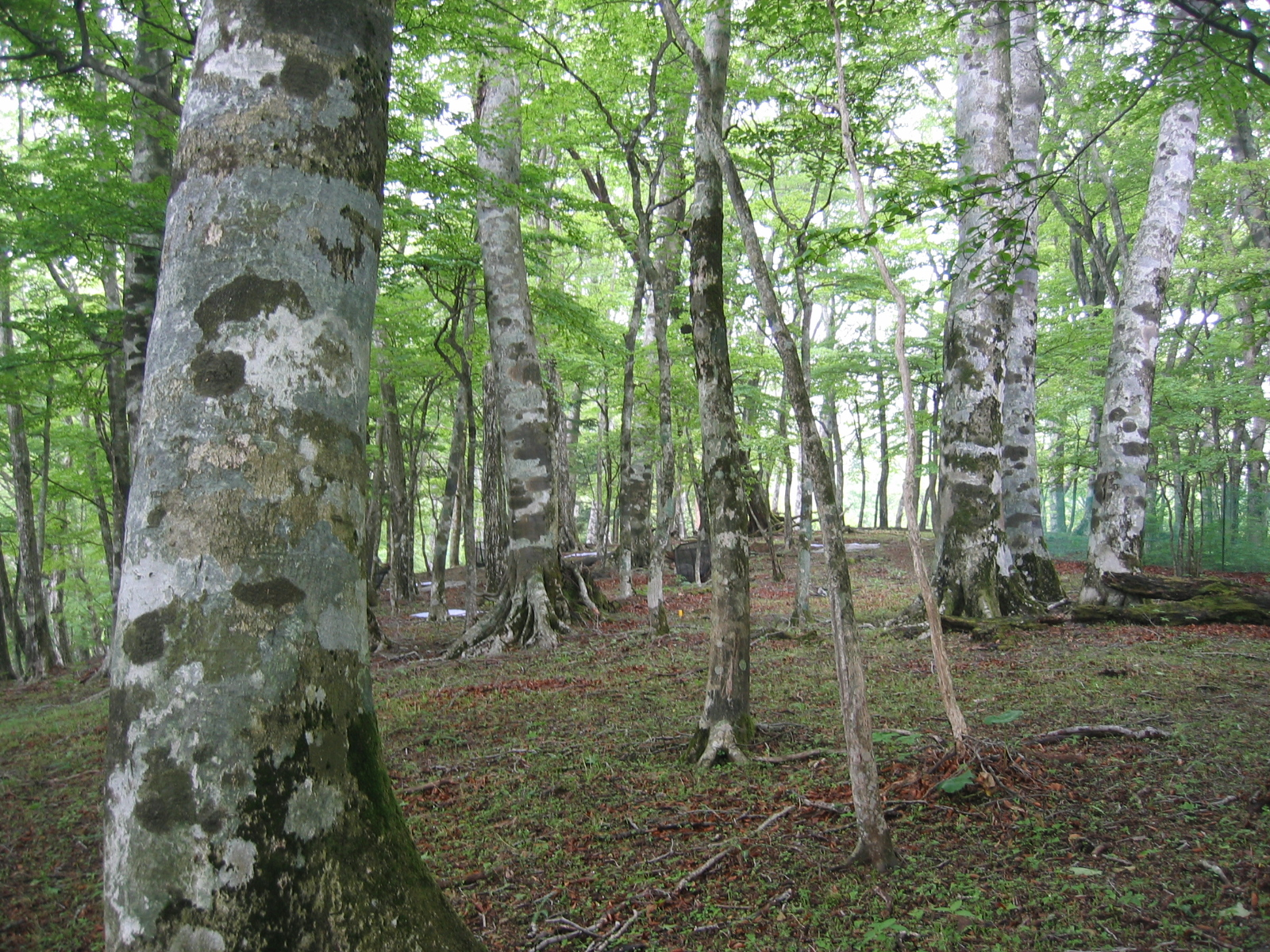
丹沢堂平のブナ林

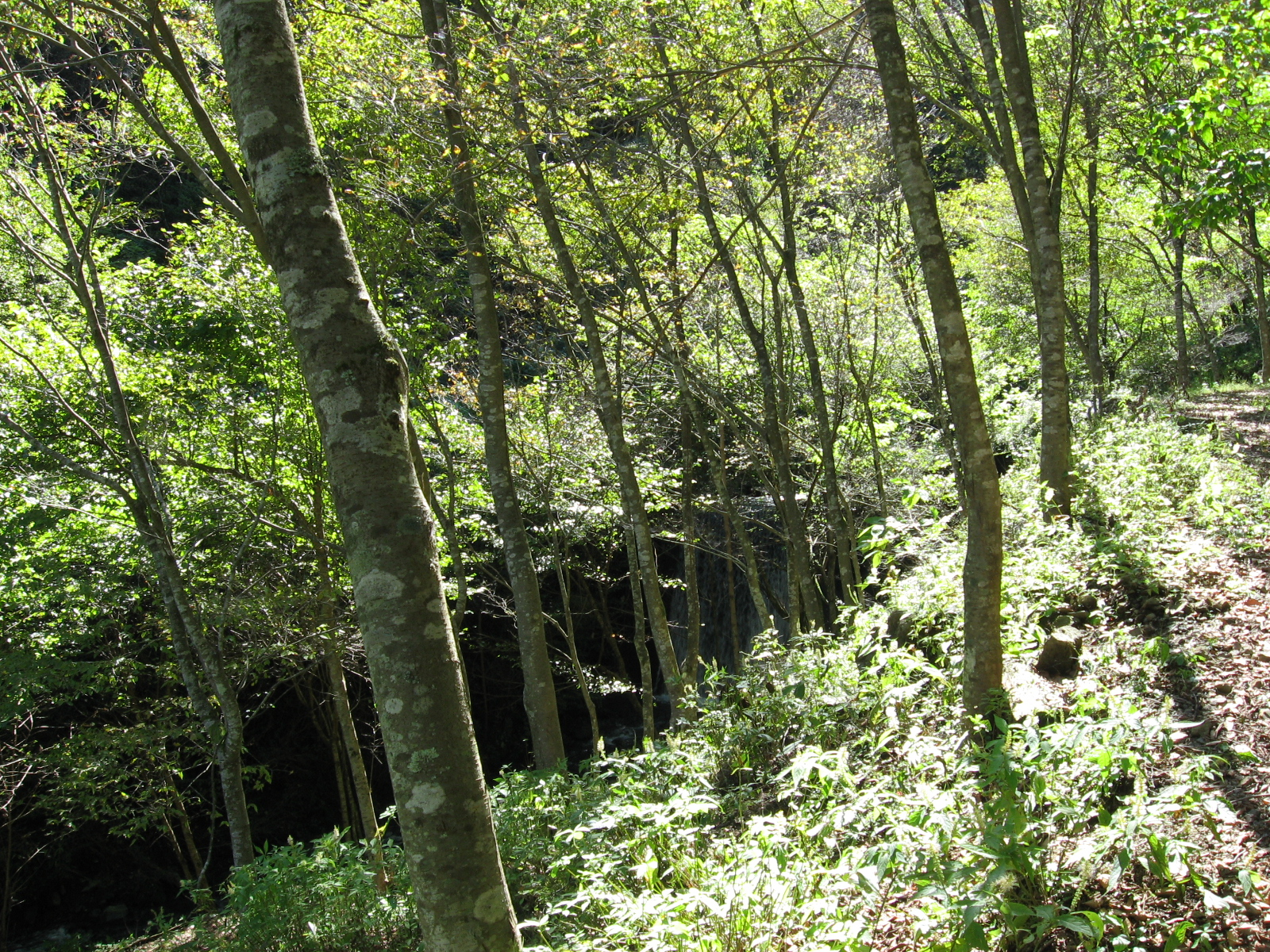
丹沢大洞のケヤキ林

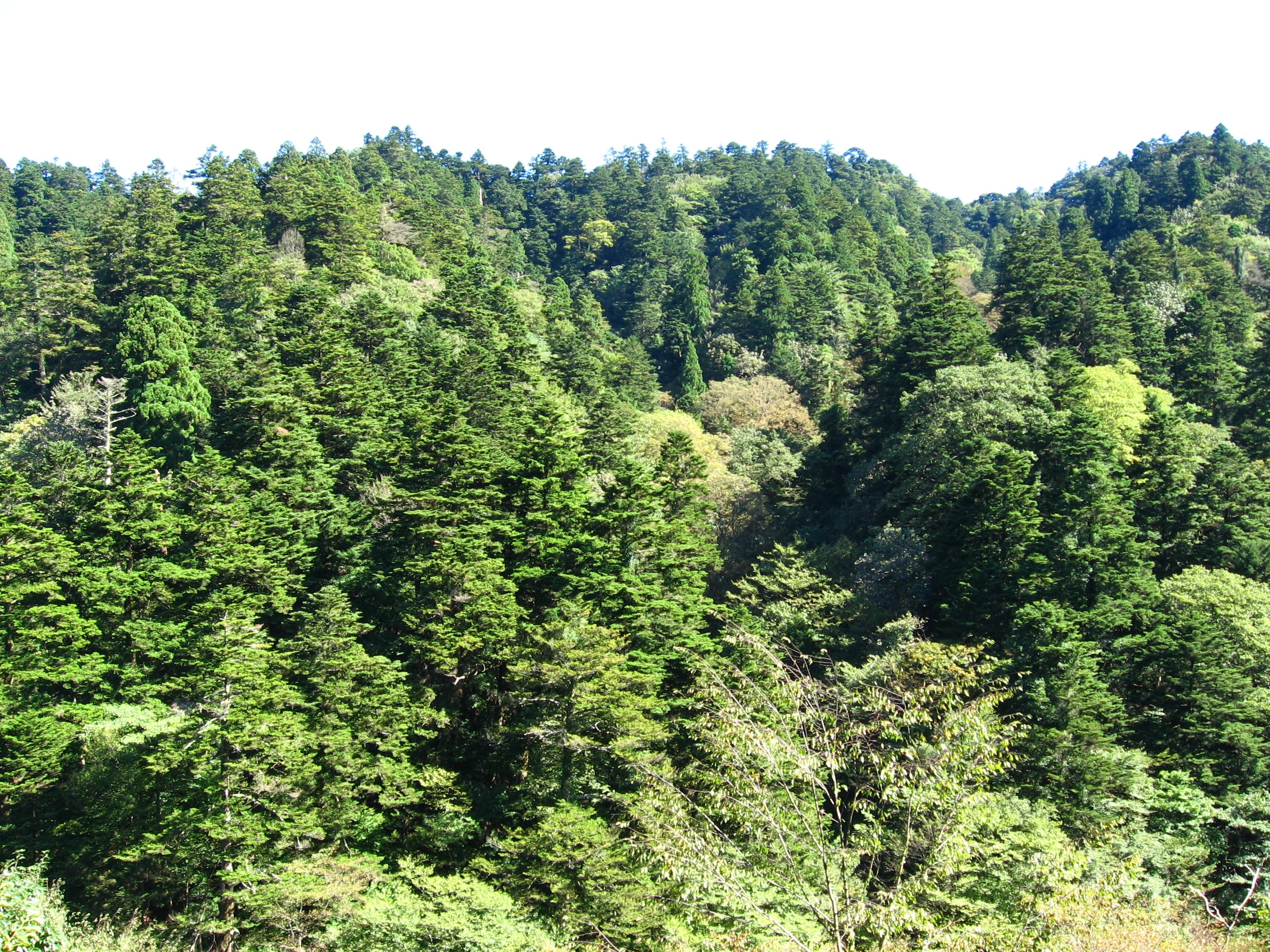
丹沢札掛のモミ林

かながわの美林50選（かながわのびりん50せん）は神奈川県内の美しいとされる林の推薦を募集し、決定された50箇所の林。
1. 大池こども自然公園の森（横浜市旭区）
2. 根岸旧海岸線の森（横浜市中区、磯子区）
3. 円海山周辺の森（横浜市磯子区、金沢区、栄区）
4. 神武寺の森（逗子市）
5. 叶神社の森（横須賀市）
6. 三浦長浜の松林（三浦市）　※現在は消滅
7. 仙元山の森（葉山町）
8. 鶴岡八幡宮の森（鎌倉市）
9. 江ノ島の森（藤沢市）
10. 寒川神社の森（寒川町）
11. 湘南海岸のマツ林（茅ヶ崎市、藤沢市）
12. 平塚八幡宮の森（平塚市）
13. 高麗山の森（大磯町）
14. 吾妻山公園の森（二宮町）
15. 五所宮八幡神社の森（中井町）
16. 三島社の森（大井町）
17. 寄水源林（森村山林のヒノキ林）（松田町）
18. 大雄山のスギ林（南足柄市）
19. 狩野のスギ・ヒノキ林（中沼共有林）（南足柄市）

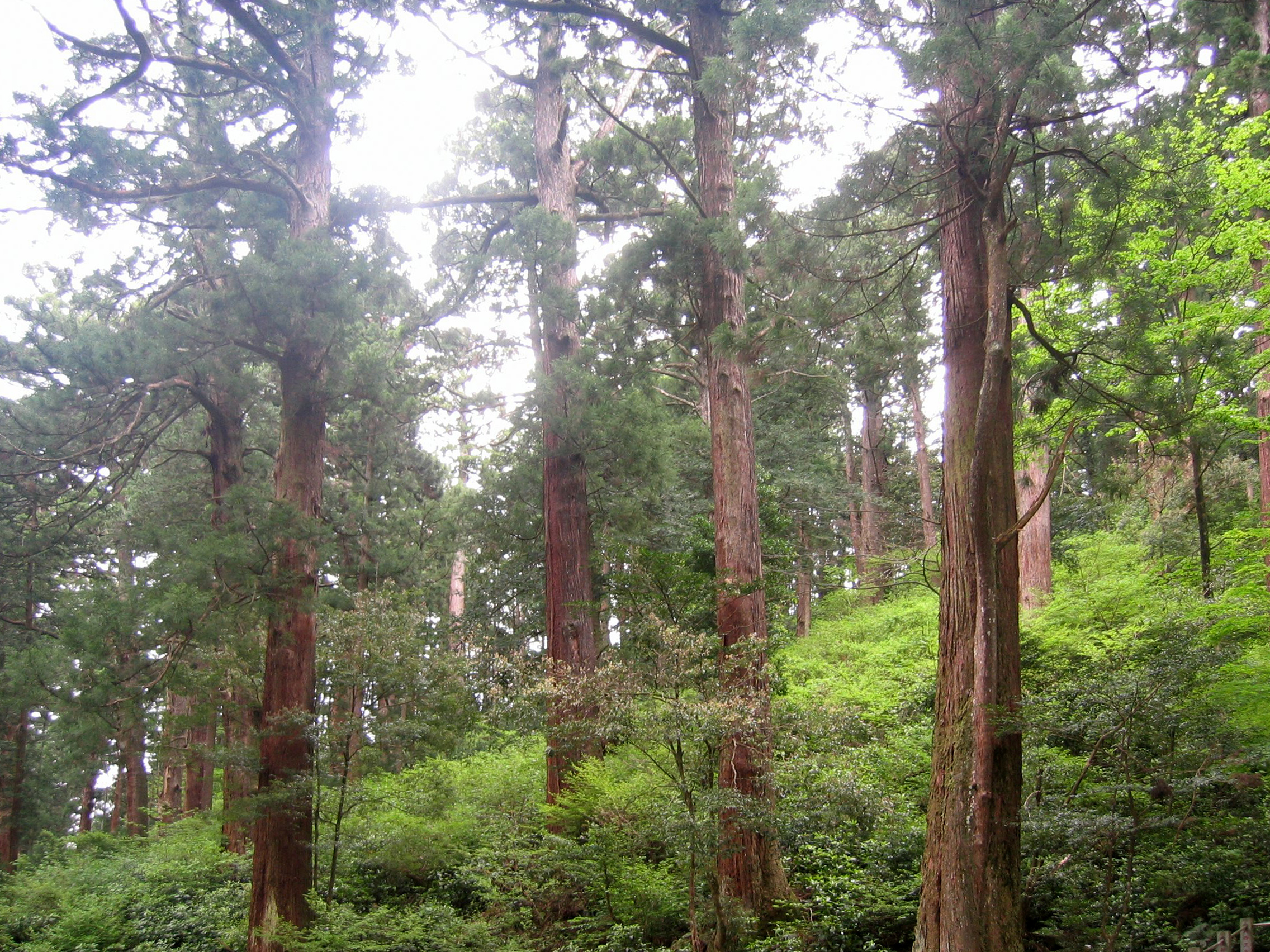
大雄山のスギ林
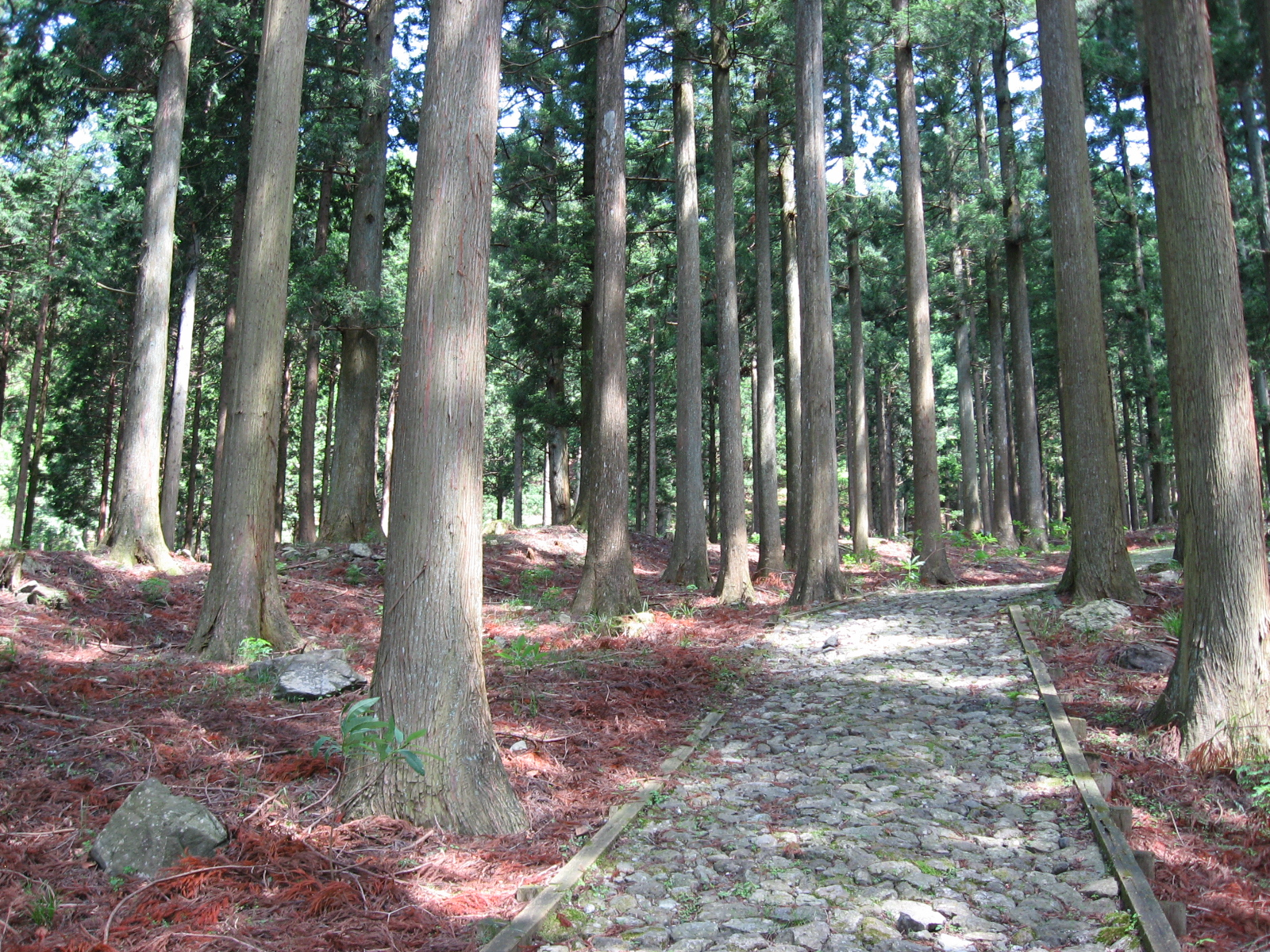
西丹沢県民の森

20. 三竹のモウソウチク林（南足柄市）
21. 久野のスギ・ヒノキ林（小田原市）
22. 長興山鉄牛和尚寿塔周辺の森（小田原市）
23. 真鶴半島の森（真鶴町）
24. 鍛冶屋のクスノキ林（湯河原町）
25. 箱根神社のヒメシャラ林（箱根町）
26. 芦ノ湖西岸のスギ・ヒノキ林（箱根町）
27. 谷ヶのスギ林（谷ヶ共有林）（山北町）
28. 西丹沢（県民の森）大正の森（山北町）
29. 西丹沢ユーシンの森（山北町）
30. 檜洞丸のブナ林（山北町、相模原市緑区）
31. 姫次のカラマツ林（相模原市緑区）
32. 奥野大平のケヤキ林（相模原市緑区）
33. 津久井城跡のヒノキ林（相模原市緑区）
34. 藤野のクヌギ・コナラ林（相模原市緑区）
35. 底沢のスギ・ヒノキ林（相模原市緑区）
36. 川尻穴川のヒノキ林（相模原市緑区）
37. 丹沢堂平のブナ林（清川村）
38. 丹沢大洞のケヤキ林（清川村）
39. 丹沢札掛のモミ林（清川村）
40. 諸戸山林のスギ・ヒノキ林（秦野市）
41. 龍口入の自然観察の森とスギ林（秦野市）
42. 大山のモミ林（伊勢原市）
43. 七沢森林公園の森（厚木市）
44. 飯山白山森林公園の森（厚木市）
45. 八菅山のスダジイ林（愛川町）
46. 大野台・大沼のクヌギ・コナラ林（相模原市）
47. 谷戸山の森（座間市）
48. 大和のシラカシ林（大和市）
49. 生田緑地の森（川崎市多摩区）
50. 東高根のシラカシ林（川崎市宮前区）

- 大雄山のスギ林
- 西丹沢県民の森